# یوان‌اف‌دی
یوان‌اف‌دی (انگلیسی: UNFD) یک ناشر موسیقی مستقل استرالیایی مستقر در ملبورن، ویکتوریا است که از سال ۲۰۱۱ آغاز به کار کرد.